# Paranoid (canción de Kanye West)
«Paranoid» es una canción del artista estadounidense de música hip hop Kanye West. Fue publicado como el cuarto sencillo de su cuarto álbum de estudio, 808s & Heartbreak. Kanye West produjo la canción con Jeffe Bhasker y Plain Pat, y la escribió junto a Jeff Bhasker, Plain Pat, Consequence y Kid Cudi. En la versión original de esta canción que aparece en el álbum participa Mr Hudson, artista inglés de R&B y rock alternativo de la casa de discos GOOD Music.
En otoño de 2008 Rihanna y Kanye West grabaron juntos una versión de Paranoid e intentaron publicarla como tercer sencillo del álbum el 20 de enero de 2009. Sin embargo, no lograron publicarla. Posteriormente la versión del álbum donde colaboraba Mr Hudson se envió a las emisoras de radio y se publicó como sencillo el 24 de marzo de 2009. 

## Vídeo musical
El vídeo musical de Paranoid fue dirigido por Nabil Elderkin y, al igual que el de Amazing, rodado en Hawái
. Durante una breve entrevista en el Festival de Cine Tribeca, West reveló que la actriz protagonista del vídeo sería la cantante Rihanna. Sus palabras fueron: "Sí, Rihanna es mi chica Paranoid en el vídeo. Tiene un gran talento. ¡Colaborar con ella siempre es un placer!"
L.A. Reid, presidente de Island Def Jam, presentó una versión del vídeo durante un evento de Island Def Jam en Nueva York, el 20 de mayo de 2009. El vídeo fue colgado en internet el 27 de mayo de 2009. El día siguiente, West anunció en su blog que aquel vídeo era una versión inacabada y colgó capturas de la versión final. 
La idea original de Elderkin era hacer un vídeo con un estilo artístico similar al de La Naranja Mecánica, pero West optó por un concepto de cine negro abstracto. 
El vídeo se centra en el estado paranoico de Rihanna que le hace tener un sueño surrealista. A pesar de participar en la canción, Mr Hudson no aparece en el vídeo.

## Versiones
- Versión Álbum - 4:37
- Nuevo Mix - 4:45 (el ritmo es ligeramente distinto al de la versión del álbum).
- Versión Vídeo - 3:25 (versión corta del nuevo mix).

## Personal
- Letra: Kanye West, Patrick Reynolds, Scott Mescudi, Dexter Mills, Jeff Bhasker
- Producción: Kanye West, Jeff Bhasker, Plain Pat
- Grabación: Andrew Dawson , Anthony Kilhoffer
- Mezclas: Manny Marroquin
- Asistentes: Christian Plata, Erik Madrid
- Teclados: Jeff Bhasker
- Coros: Mr Hudson